# 21 november
21 november is de 325ste dag van het jaar (326ste dag in een schrikkeljaar) in de gregoriaanse kalender. Hierna volgen nog 40 dagen tot het einde van het jaar.

## Gebeurtenissen
- Algemeen
  - 1847 - De SS Phoenix vergaat voor de kust van Sheboygan (Verenigde Staten). Vele Nederlandse doden.[1]
  - 1916 - Het beroemde hospitaalschip Britannic zinkt naar de bodem van de Egeïsche Zee nadat het een mijn geraakt heeft of door een torpedo is geraakt.[1]
  - 2012 - Mount Tongariro, een van de grootste actieve vulkanen in Nieuw-Zeeland, barst rond 14.30 uur (lokale tijd) uit. De uitbarsting op het noordelijke eiland van Nieuw-Zeeland is volgens de autoriteiten volkomen onverwacht.
  - 2012 - Bij de crash van een militair transportvliegtuig bij de Jemenitische hoofdstad Sanaa komen tien mensen om.
  - 2013 - In de Letse hoofdstad Riga stort het dak van een supermarkt in. Hierbij komen vierenvijftig mensen om het leven.
  - 2021 - De laatste Deen supermarkt sluit in het Nederlandse Heemskerk de deuren waardoor na 88 jaar het merk uit het straatbeeld verdwijnt.[2]
  - 2021 - In Waukesha (Verenigde Staten) rijdt een automobilist in op een kerstoptocht. Volgens de politie zijn er 5 doden en enkele tientallen gewonden gevallen.[3]
  - 2021 - De Lekbrug bij Vianen (Nederland) is weggehaald. De brug is al 17 jaar overbodig omdat de A2 twee nieuwe bruggen over de Lek heeft gekregen. De brug is geen monument geworden en er is ook geen nieuwe functie voor gevonden.[4]
  - 2022 - Een aardbeving met een kracht van 5,6 op de schaal van Richter treft het Indonesische eiland Java. De lokale gouverneur spreekt van honderden doden en gewonden.[5] (Lees verder)
- Economie
  - 2006 - Volkswagen concentreert de gehele productie van de Golf in Duitsland waardoor 3500 à 4000 arbeiders in het Belgische Vorst zullen worden ontslagen.
- Media
  - 2009 - Het Junior Eurovisiesongfestival wordt gewonnen door Nederland (Ralf Mackenbach). België (Laura Omloop) wordt vierde.[6]
- Muziek
  - 1991 - Michael Jackson brengt het album Dangerous uit.[7]
- Oorlog
  - 1990 - Golfoorlog - Een Belgische delegatie van parlementsleden reist af naar Bagdad (Irak) om er te onderhandelen over de vrijlating van alle Belgische gijzelaars.[1]
  - 2012 - Bij een bomaanslag in een bus in Tel Aviv vallen 28 gewonden. De Israëlische politie spreekt van een terroristische aanslag, geclaimd door Hamas.
- Politiek
  - 1652 - Keizer Ferdinand III verheft graaf Johan Frans Desideratus van Nassau-Siegen in de rijksvorstenstand.
  - 1789 - North Carolina ratificeert de grondwet van de Verenigde Staten en treedt toe tot de Unie als twaalfde staat.[8]
  - 1981 - De vredesbeweging, waaronder het IKV, organiseert met politieke partijen een van de grootste betogingen ooit in Nederland. Ruim 400.000 betogers stappen op tegen kernwapenplaatsing in Nederland.
  - 1991 - Veiligheidstroepen in Peru hebben in 1991 op onwettige wijze meer dan tweehonderd mensen gedood of ontvoerd, aldus mensenrechtenorganisatie Amnesty International.
  - 2000 - De Iraakse premier Tariq Aziz zoekt toenadering tot Libanon, Syrië en Jordanië om één groot land te vormen.
  - 2006 - De Nepalese Burgeroorlog komt tot een einde na het tekenen van een vredesakkoord.
  - 2006 - De Anti-Syrië politicus Pierre Gemayel vermoord in Beiroet (Libanon).
  - 2017 - Robert Mugabe (93) biedt zijn ontslag aan. De president van Zimbabwe was vanaf 1987 in functie.
- Recreatie
  - 2007 - Het themapark Het Land van Ooit in Nederland sluit voor altijd zijn deuren.[1]
- Religie
  - 235 - Paus Anterus verkozen.
  - 1964 - Paus Paulus VI sluit in Rome de derde zitting van het Tweede Vaticaans Concilie.[1]
- Sport
  - 1979 - Het Nederlands voetbalelftal dwingt deelname af aan het EK voetbal 1980 door in Leipzig met 3-2 te winnen van de DDR. Het duel wordt ontsierd door rode kaarten voor Tscheu La Ling (Nederland) en Konrad Weise (DDR).
  - 1993 - De Chileense voetballer Lukas Tudor scoort zeven keer namens Universidad Católica in het competitieduel tegen CD Antofagasta (8-3).
  - 2010 - Blanka Vlašić (Kroatië) en David Rudisha (Kenia) worden door de IAAF uitgeroepen tot de atleten van 2010.
  - 2011 - Ruud Vreeman wordt in Nieuwegein tijdens de algemene ledenvergadering van de Nederlandse IJshockey Bond (NIJB) gekozen tot voorzitter.
  - 2016 - Jürgen Klinsmann wordt ontslagen als bondscoach van het Amerikaans voetbalelftal.
  - 2021 - De Duitse tennisser Alexander Zverev wint voor de tweede keer de ATP Finals door de Russische titelhouder Daniil Medvedev te verslaan.[9]
  - 2021 - Voor het eerst staat er een vrouwelijke leidinggevende op het veld in de Eredivisie van het Nederlandse voetbal. De primeur is voor Franca Overtoom die bij het duel tussen Go Ahead Eagles en FC Groningen de rol van assistent-scheidsrechter heeft.[10]
- Wetenschap en technologie
  - 1676 - De Deense astronoom Ole Rømer ontdekt de lichtsnelheid door Io, een maan van de planeet Jupiter nauwkeurig te bestuderen.[11]
  - 1783 - In Frankrijk vindt de eerste bemande luchtballonvaart plaats met Jean-François Pilâtre de Rozier en markies François Laurent d’Arlandes als passagiers.[1]
  - 1846 - Oliver Wendell Holmes, sr. introduceert de term anesthesie.[1]
  - 1877 - Thomas Edison vindt de fonograaf uit.[1]
  - 1905 - Albert Einstein publiceert zijn massa-energierelatie E=mc² in de Annalen der Physik.[1]
  - 1969 - Eerste ARPANET-link.
  - 2022 - Het Orion ruimtevaartuig van NASA maakt een flyby op een hoogte van 130 km langs de maan om met behulp van de zwaartekracht van de maan de omloopbaan aan te passen voor een nieuwe fase in de vlucht.[12]
  - 2023 - Lancering van de Chŏllima 1 raket van National Aerospace Development Administration (NADA) vanaf Sohae Satellite Launching Station (Noord-Korea) voor de Manligyeong 1 #3 (vertaling: Telescoop 1) missie met de gelijknamige militaire spionagesatelliet. Na twee eerdere mislukte lanceerpogingen van vergelijkbare satellieten is dit de eerste poging die slaagt. Zie ook 30 mei en 23 augustus.[13]

## Geboren

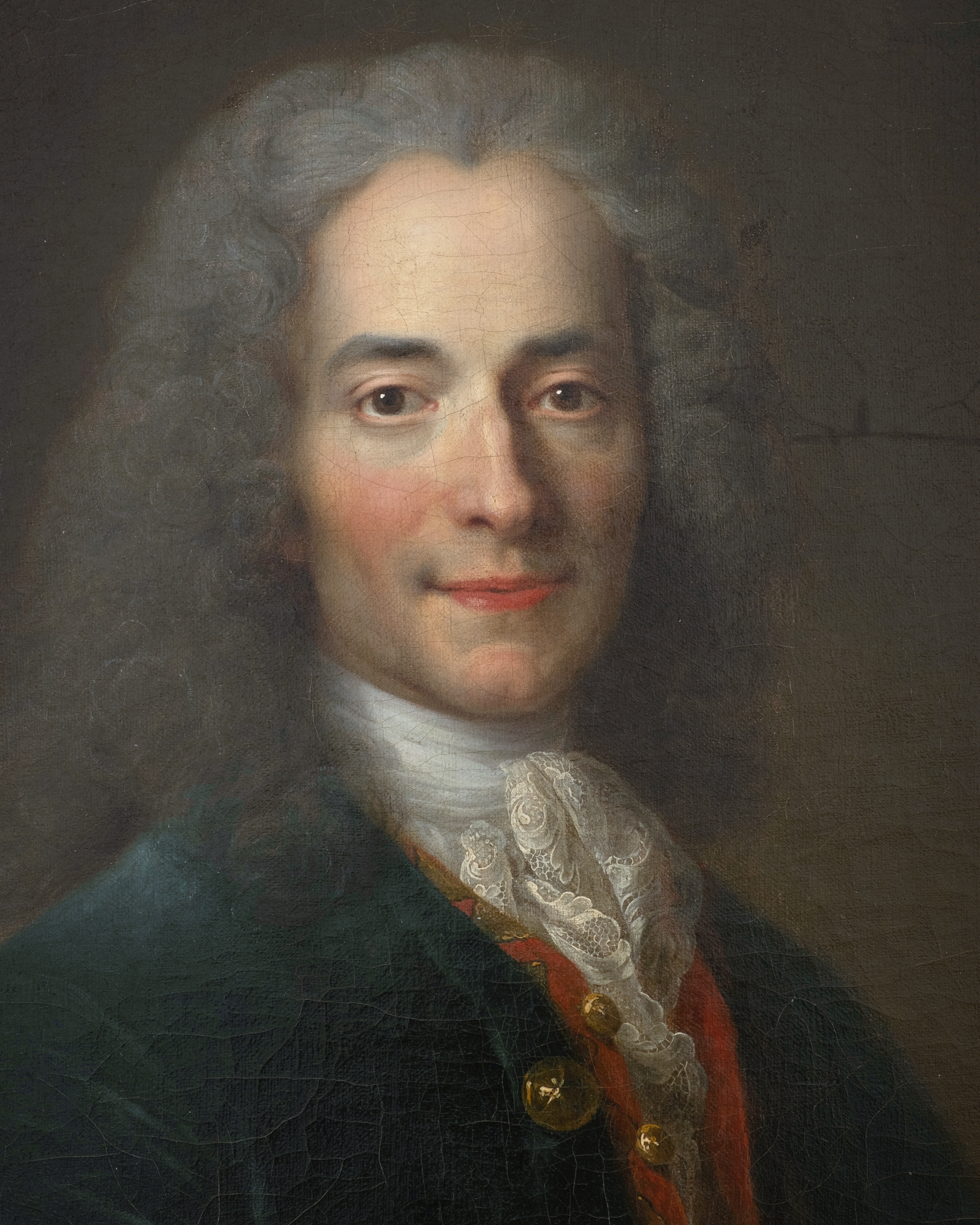
Voltaire,
geboren in 1694

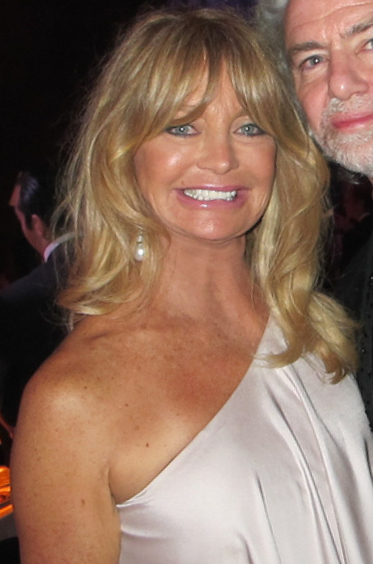
Goldie Hawn,
geboren in 1945

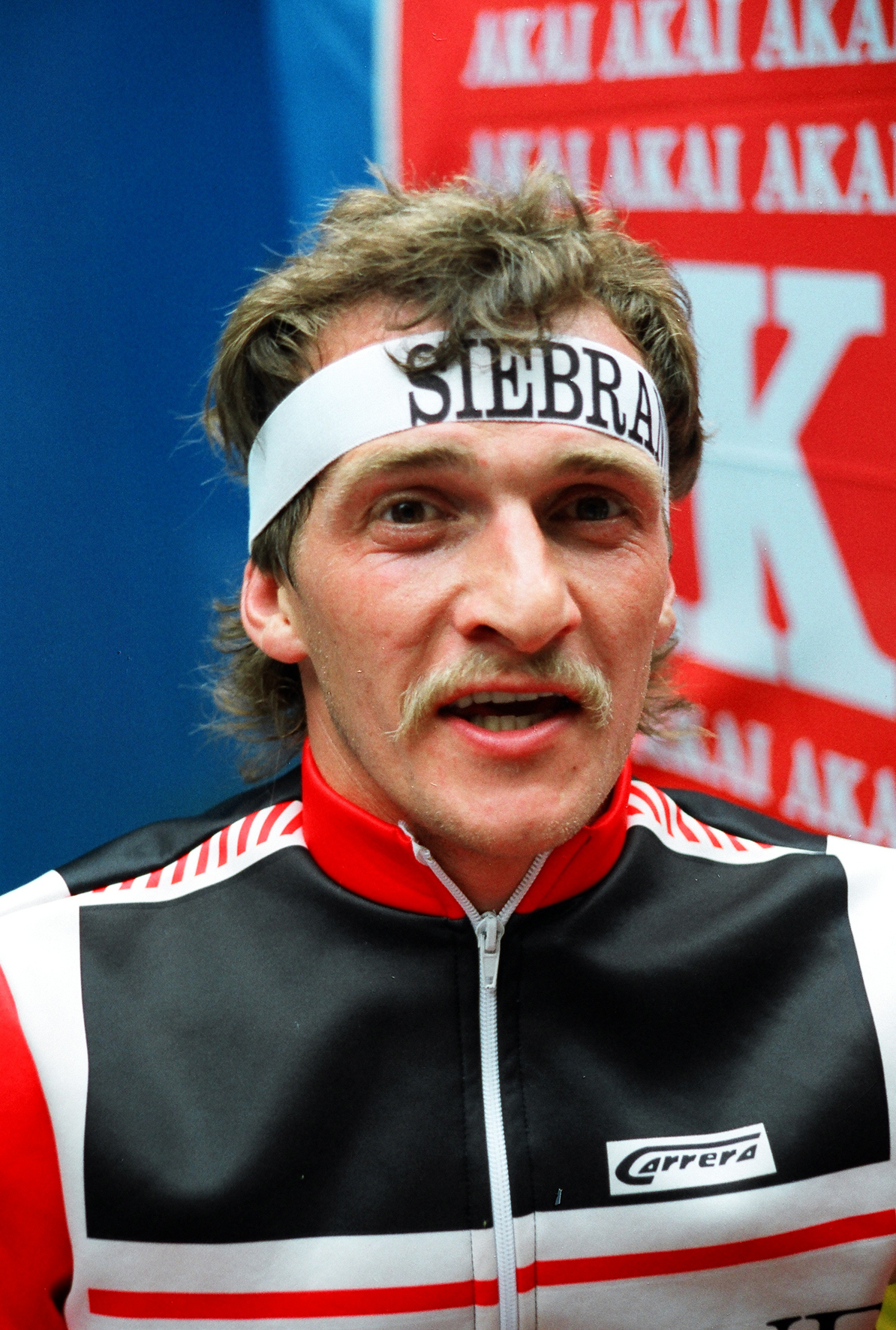
Evert van Benthem,
geboren in 1958

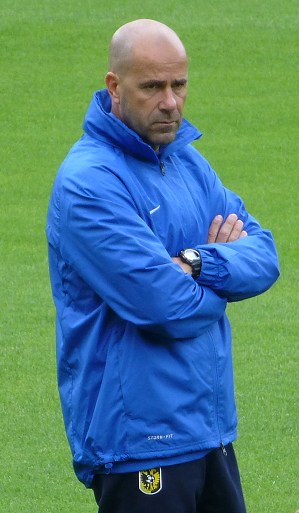
Peter Bosz,
geboren in 1963

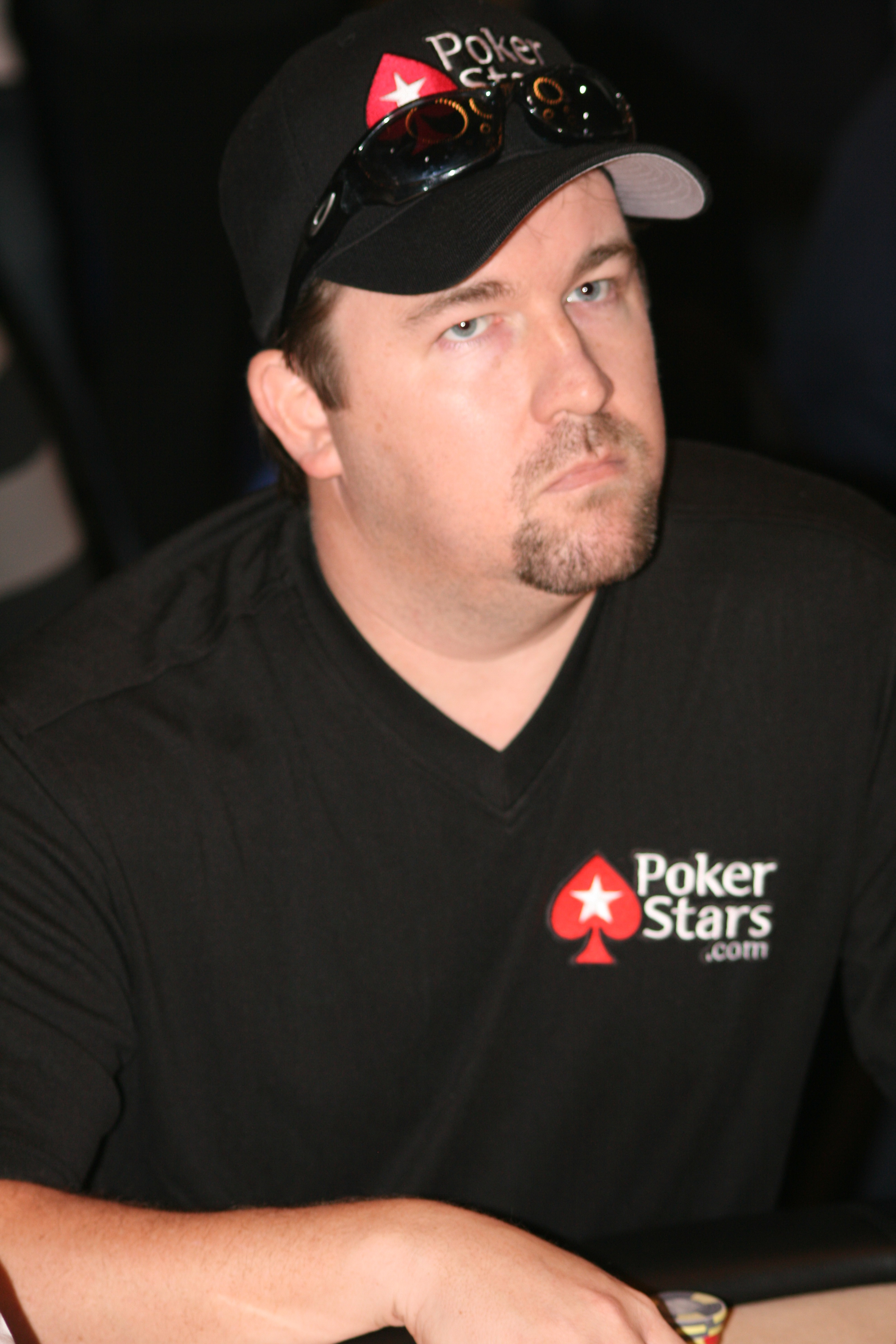
Chris Moneymaker,
geboren in 1975

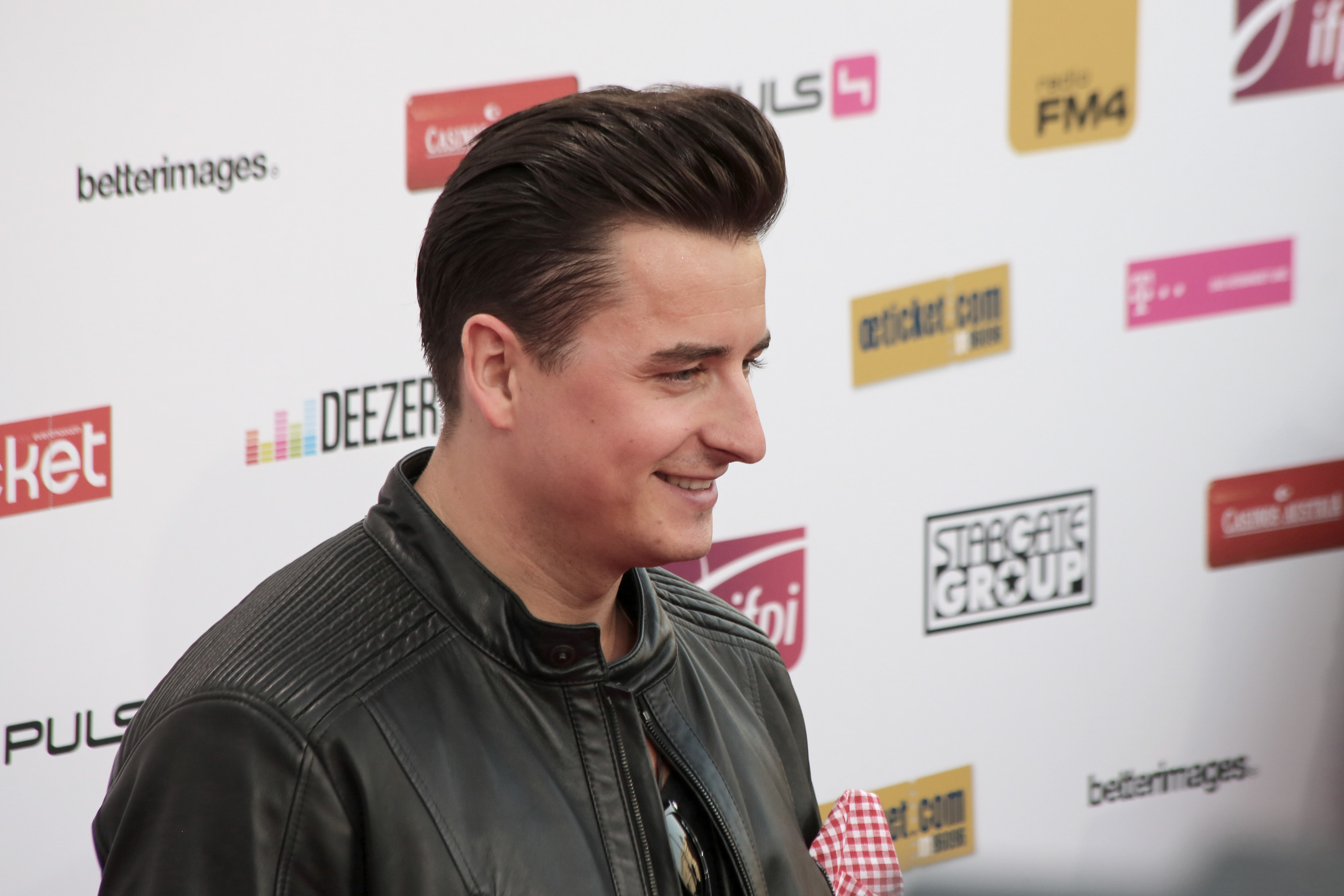
Andreas Gabalier,
geboren in 1984

- 1694 - Voltaire, Frans filosoof (overleden 1778)
- 1787 - Samuel Cunard, Canadees-Brits oprichter en eigenaar van de Cunard Line (overleden 1865)
- 1798 - John Clements Wickham, Schots ontdekkingsreiziger, marine-officier en magistraat (overleden 1864)
- 1840 - Prinses Victoria van het Verenigd Koninkrijk (overleden 1901)
- 1851 - Désiré-Joseph Mercier, Belgisch kardinaal-aartsbisschop van Mechelen (overleden 1926)
- 1854 - Paus Benedictus XV (overleden 1922)
- 1887 - Hein ter Poorten, Nederlands luitenant-generaal (overleden 1968)
- 1891 - Just Göbel, Nederlands voetbaldoelman (overleden 1984)
- 1894 - Corinne Griffith, Amerikaans actrice en schrijfster overleden 1979)
- 1898 - René Magritte, Belgisch schilder (overleden 1967)
- 1900 - Torii Kotondo, Japans kunstschilder en prentenmaker (overleden 1976)
- 1904 - Coleman Hawkins, Amerikaans jazzmusicus (overleden 1969)
- 1904 - Isaac Bashevis Singer, Pools-Amerikaans schrijver (overleden 1991)
- 1905 - David Moule-Evans, Brits componist (overleden 1988)
- 1905 - Elka de Levie, Nederlands gymnaste (overleden 1979)
- 1909 - Octacílio Pinheiro Guerra, Braziliaans voetballer (overleden 1967)
- 1911 - Herman Felderhof, Nederlands radioverslaggever en omroepbestuurder (overleden 1994)
- 1917 - Sem Presser, Nederlands fotograaf (overleden 1986)
- 1919 - Gert Fredriksson, Zweeds kanovaarder (overleden 2006)
- 1919 - Jacques Senard, Frans diplomaat (overleden 2020)
- 1923 - Xie Jin, Chinees filmregisseur (overleden 2008)
- 1924 - Joseph Campanella, Amerikaans acteur (overleden 2018)
- 1924 - Christopher Tolkien, Engels hoogleraar, schrijver en editor (overleden 2020)
- 1925 - José Carlos Bauer, Braziliaans voetballer en voetbalcoach (overleden 2007)
- 1925 - Veljko Kadijević, Joegoslavisch minister (overleden 2014)
- 1925 - Joop Korzelius, Nederlands jazz-drummer (overleden 2022)
- 1925 - Poncke Princen, Nederlands-Indonesisch mensenrechtenactivist (overleden 2002)
- 1926 - Bob Schroeder, Amerikaans autocoureur (overleden 2011)
- 1926 - William Wakefield Baum, Amerikaans kardinaal (overleden 2015)
- 1928 - Wim Crouwel, Nederlands grafisch ontwerper en hoogleraar (overleden 2019)
- 1929 - Marilyn French, Amerikaans schrijfster en feministe (overleden 2009)
- 1930 - Lewis Binford, Amerikaans archeoloog (overleden 2011)
- 1930 - Bernard Lagacé, Canadees organist en klavecinist (overleden 2025)
- 1931 - Malcolm Williamson, Australisch componist (overleden 2003)
- 1932 - Beryl Bainbridge, Engels romanschrijfster (overleden 2010)
- 1932 - Pelle Gudmundsen-Holmgreen, Deens componist (overleden 2016)
- 1933 - Henry Hartsfield, Amerikaans astronaut (overleden 2014)
- 1934 - Bouke Beumer, Nederlands politicus en econoom (overleden 2022)
- 1934 - Laurence Luckinbill, Amerikaans acteur
- 1936 - Willem Symor, Surinaams-Nederlands held van de Bijlmerramp (overleden 2008)
- 1936 - Ans Willemse-van der Ploeg, Nederlands politica
- 1937 - Ben Bot, Nederlands diplomaat en politicus
- 1937 - Anton Zijderveld, Nederlands socioloog en filosoof (overleden 2022)
- 1938 - Jan Fillekers, Nederlands programmamaker en acteur
- 1940 - Terry Dischinger, Amerikaans basketballer (overleden 2023)
- 1940 - Henk Jurriaans, Nederlands kunstenaar en psycholoog (overleden 2005)
- 1941 - Dr. John (Malcolm John Rebennack Jr), Amerikaans pianist, zanger en songwriter (overleden 2019)
- 1941 - Ignace Van der Cam, Belgisch atleet
- 1942 - Kees van Lede, Nederlands ondernemer en werkgeversvoorzitter (overleden 2020)
- 1943 - Jacques Laffite, Frans autocoureur
- 1945 - Goldie Hawn, Amerikaans actrice
- 1946 - Anthony Mertens, Nederlands literatuurcriticus (overleden 2009)
- 1947 - Gonnie Baars, Nederlands zangeres (overleden 2000)
- 1948 - John Bundrick, Amerikaans toetsenist
- 1948 - Alphonse Mouzon, Amerikaans drummer, percussionist en acteur (overleden 2016)
- 1948 - Deborah Shelton, Amerikaans actrice
- 1949 - Leo Delcroix, Belgisch politicus (overleden 2022)
- 1949 - Lars Leijonborg, Zweeds politicus
- 1949 - Jelena Michailovskaja, Russisch damster (overleden 1995)
- 1949 - Katrien Seynaeve, Belgisch (jeugd)schrijfster
- 1950 - Marie Bergman, Zweeds zangeres
- 1950 - Henk Tennekes, Nederlands toxicoloog (overleden 2020)
- 1951 - Cees Bal, Nederlands wielrenner
- 1952 - Eamonn Coghlan, Iers atleet
- 1952 - Pietro Ghedin, Italiaans voetballer en voetbaltrainer
- 1953 - Geertje Meersseman, Belgisch atlete
- 1954 - Benno Barnard, Nederlands dichter, (toneel- en reis)schrijver en vertaler
- 1956 - Ignace Crombé, Belgisch presentator en ondernemer (overleden 2022)
- 1956 - Cynthia Rhodes, Amerikaans actrice en zangeres
- 1956 - Piet de Ruiter, Nederlands politicus
- 1958 - Evert van Benthem, Nederlands veehouder en schaatser
- 1960 - Luc Huyghe, Belgisch voetbalscheidsrechter
- 1962 - Sabine Busch, Duits atlete
- 1962 - Dolf Roks, Nederlands voetbaltrainer
- 1963 - Peter Bosz, Nederlands voetbaltrainer
- 1963 - Nicollette Sheridan, Amerikaans actrice
- 1964 - Olden Polynice, Haïtiaans basketballer
- 1965 - Björk, IJslands zangeres
- 1965 - Joaquim Gomes, Portugees wielrenner
- 1966 - Peter Vermes, Amerikaans voetballer
- 1967 - Ken Block, Amerikaans rallyrijder (overleden 2023)
- 1967 - Toshihiko Koga, Japans judoka (overleden 2021)
- 1967 - Freya North, Brits schrijfster
- 1967 - Anatoli Zeroek, Oekraïens atleet
- 1968 - Florian Meyer, Duits voetbalscheidsrechter
- 1968 - Frank Tazelaar, Nederlands musicus, redacteur en festivaldirecteur
- 1968 - Ayu Utami, Indonesisch journalist, radiomaker en schrijfster
- 1969 - Jorge Elgueta, Argentijns volleyballer
- 1972 - Unai Etxebarria, Venezolaans wielrenner
- 1972 - Sophia Wezer, Nederlands zangeres, danseres en (musical)actrice
- 1974 - Joost Marsman, Nederlands zanger
- 1974 - André Schulze, Duits wielrenner
- 1975 - Chris Moneymaker, Amerikaans pokerspeler
- 1975 - Erlend Øye, Noors zanger
- 1977 - Bruno Berner, Zwitsers voetballer
- 1978 - Martijn Kuiper, Nederlands voetballer
- 1978 - Chucks Nwoko, Maltees-Nigeriaans voetballer
- 1979 - Vincenzo Iaquinta, Italiaans voetballer
- 1980 - Leonardo González, Costa Ricaans voetballer
- 1981 - Werknesh Kidane, Ethiopisch atlete
- 1983 - Daniela Iraschko-Stolz, Oostenrijks schansspringster
- 1983 - Serge Pauwels, Belgisch wielrenner
- 1984 - Andreas Gabalier, Oostenrijks zanger
- 1984 - Ides Meire, Belgisch acteur
- 1984 - Yasemin Smit, Nederlands waterpoloster
- 1985 - Carly Rae Jepsen, Canadees zangeres
- 1985 - Nadine Müller, Duits atlete
- 1985 - Jesús Navas, Spaans voetballer
- 1985 - Marhinde Verkerk, Nederlands judoka
- 1986 - Kristof Goddaert, Belgisch wielrenner (overleden 2014)
- 1987 - Arne Vanhaecke, Belgisch singer-songwriter en presentator
- 1988 - Sina Candrian, Zwitsers snowboardster
- 1988 - Eric Frenzel, Duits Noordse combinatieskiër
- 1988 - Nikita Lobintsev, Russisch zwemmer
- 1989 - Sadie Bjornsen, Amerikaans langlaufster
- 1989 - Fabian Delph, Engels voetballer
- 1989 - Elise Ringen, Noors biatlete
- 1990 - Nigel Hasselbaink, Nederlands voetballer
- 1991 - Almaz Ayana, Ethiopisch atlete
- 1991 - Thibaut Van Acker, Belgisch voetballer
- 1992 - Conor Maynard, Brits zanger
- 1994 - Saúl Ñíguez, Spaans voetballer
- 1995 - Solano Cassamajor, Belgisch acrogymnast
- 1996 - Gina Lückenkemper, Duits atlete
- 1997 - Reo Hatate, Japans voetballer
- 1998 - Vangelis Pavlidis, Grieks voetballer
- 1999 - Isaiah Firebrace, Australisch zanger
- 1999 - Fenna Kalma, Nederlands voetbalster
- 1999 - Nina Lührßen, Duits voetbalster
- 1999 - Hunter McElrea, Nieuw-Zeelands autocoureur
- 2000 - Matt O'Riley, Deens-Engels voetballer
- 2000 - Oliver Rasmussen, Frans-Deens autocoureur
- 2002 - Gaoussou Diarra, Malinees voetballer
- 2003 - Nadine Böhi, Zwitsers voetbalster
- 2003 - Carlos García, Mexicaans wielrenner
- 2003 - Giulio Pellizzari, Italiaans wielrenner
- 2004 - Juan Martínez, Colombiaans wielrenner
- 2005 - Roger Fernandes, Portugees-Guinee-Bissaus voetballer
- 2005 - Jesús Rodríguez, Spaans voetballer

## Overleden

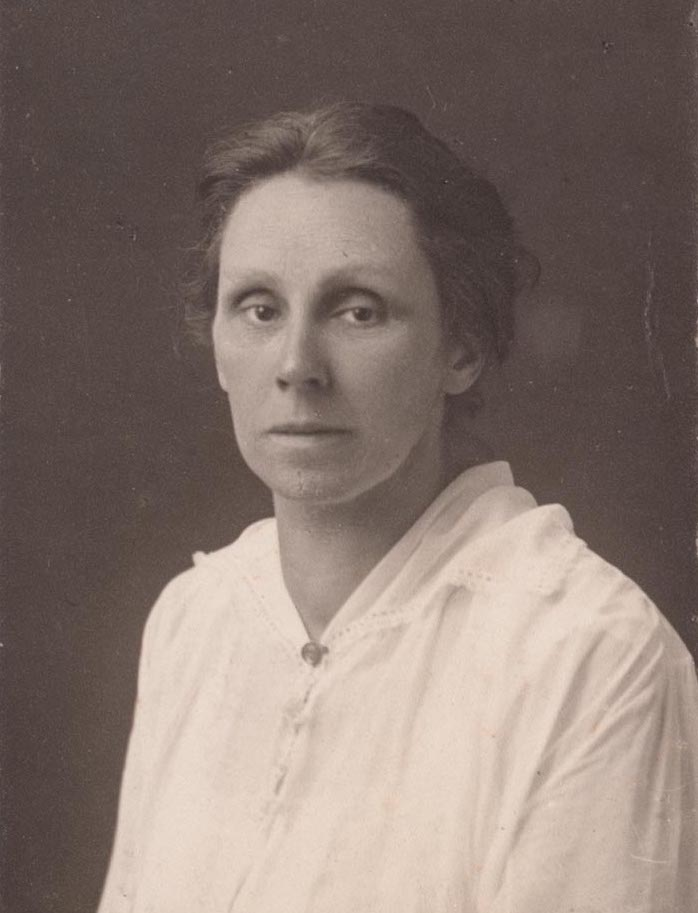
Henriette Roland Holst,
overleden in 1952

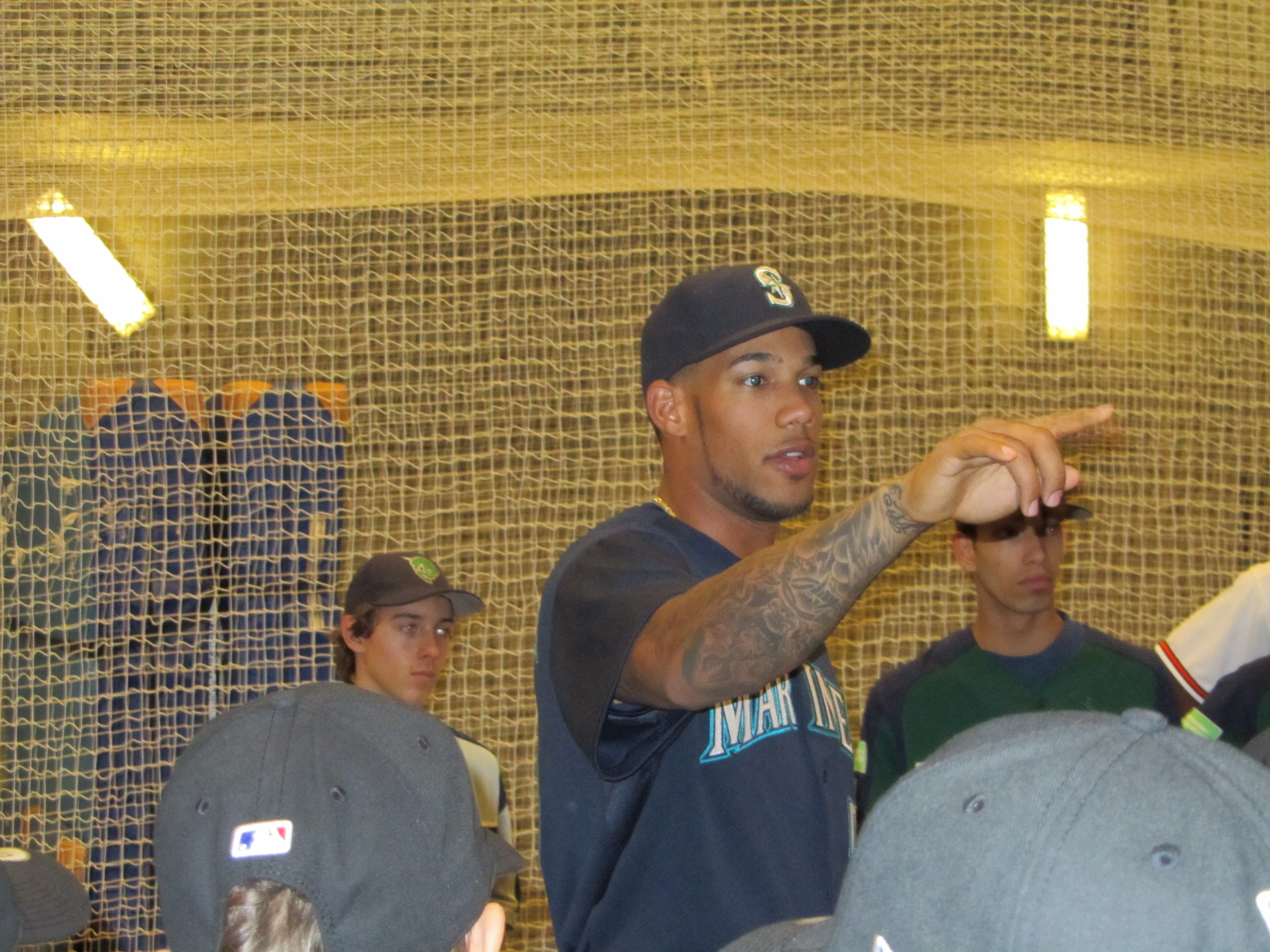
Gregory Halman,
overleden in 2011

- 1361 - Filips van Rouvres (15), hertog van Bourgondië
- 1555 - Georgius Agricola (65), Duits wetenschapper
- 1695 - Henry Purcell (±36), Engels componist
- 1782 - Jacques de Vaucanson (73), Frans uitvinder van de robot
- 1803 - Johannes Bückler ofwel Schinderhannes (±24), Duits rover
- 1811 - Heinrich von Kleist (34), Duits schrijver
- 1859 - Yoshida Shoin (29), Japans diplomaat
- 1870 - Karel Jaromír Erben (59), Tsjechisch uitgever, dichter en advocaat
- 1910 - Albert Nasse (32), Amerikaans roeier
- 1916 - Frans Jozef I van Oostenrijk (86), Oostenrijk-Hongaars keizer
- 1924 - Florence Harding (64), Amerikaans first lady
- 1934 - John Scaddan (58), 10e premier van West-Australië
- 1942 - Leopold Berchtold (79), Oostenrijk-Hongaars politicus
- 1944 - Adolf Jäger (55), Duits voetballer
- 1948 - Béla Miklós (58), Hongaars generaal en staatsman
- 1952 - Henriette Roland Holst (82), Nederlands dichteres en socialiste
- 1953 - Felice Bonetto (50), Italiaans autocoureur
- 1963 - Artur Lemba (78), Estisch componist en pianist
- 1969 - Edward Mutesa II (45), Oegandees president
- 1983 - Francisca Reyes-Aquino (84), Filipijns nationaal kunstenaar
- 1992 - Severino Gazzelloni (73), Italiaans fluitist
- 1994 - Manfred Langer (42), Nederlands discotheekeigenaar
- 1995 - Peter Grant (60), Engels muziekmanager en platenbaas
- 1999 - Joeri Tsjesnokov (47), Sovjet-voetballer
- 2001 - Simone Arnoux (86), vrouw van prins Aschwin zur Lippe-Biesterfeld
- 2002 - Alberto Zolim Filho (Carlitos) (80), Braziliaans voetballer
- 2004 - Davina van Wely (82), Nederlands viooldocente
- 2006 - Pierre Amine Gemayel (34), Libanees politicus
- 2007 - Fernando Fernán Gómez (86), Spaans cineast, acteur en screenwriter
- 2011 - Arie van Deursen (80), Nederlands historicus
- 2011 - Gregory Halman (24), Nederlands honkballer
- 2011 - Anne McCaffrey (85), Amerikaans sciencefictionschrijfster
- 2012 - Austin Peralta (22), Amerikaans jazzpianist en componist
- 2012 - Deborah Raffin (59), Amerikaans actrice
- 2013 - Maurice Vachon ("Mad Dog" Vachon) (84), Canadees worstelaar
- 2014 - Vicente Paterno (89), Filipijns politicus, bestuurder en topman
- 2015 - Linda Haglund (59), Zweeds atlete
- 2017 - David Cassidy (67), Amerikaans zanger en gitarist
- 2017 - Dik Wessels (71), Nederlands miljardair en bouwondernemer
- 2021 - Asongo Alalaparoe (79), Surinaams granman
- 2022 - E.P. Sanders (85), Amerikaans theoloog
- 2023 - Lothar Buchmann (87), Duits voetballer en voetbaltrainer
- 2023 - Anne Michel (64), Belgisch atlete
- 2023 - Herman Romer (92), Nederlands schrijver
- 2023 - Anneke Wiltink (62), Nederlands schrijfster
- 2024 - Jan Buisman (99), Nederlands historisch geograaf
- 2024 - Oswald Maes (90), Belgisch acteur
- 2024 - Manuel Lillo Torregrosa (84), Spaans componist en klarinettist

## Viering/herdenking
- Werelddag van de Televisie
- Rooms-katholieke kalender:

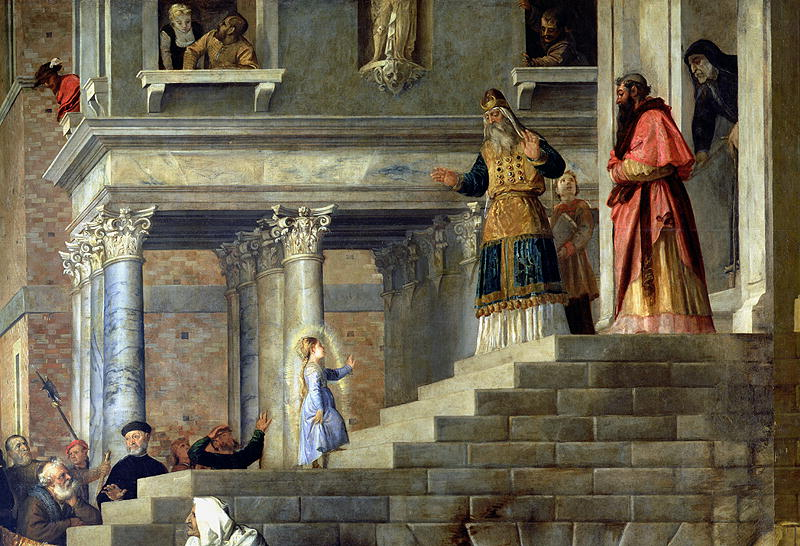
Opdracht v. Maria i/d tempel

  - Opdracht van Maria in de tempel - Gedachtenis
  - Heilige Amalberga van Susteren († 9e eeuw)
  - Heilige Gelasius († 496)
  - Heilige Heliodoor (van Pamphylië) († c. 270)

## Weerextremen

### Nederland
| | Officiële records | Officiële records | Officiële records |      | Landelijke records | Landelijke records | Landelijke records       |
| Gebeurtenis | Jaar              | Extreem           | Locatie           | Jaar | Extreem            | Locatie            |                          |
| --- | ----------------- | ----------------- | ----------------- | ---- | ------------------ | ------------------ | ------------------------ |
| Laagste etmaalgemiddelde temperatuur (°C) | 1993              | −4,8              | De Bilt           |      | 1993               | −6,1               | Nieuw Beerta, Twenthe    |
| Hoogste etmaalgemiddelde temperatuur (°C) | 1947              | 13,7              | De Bilt           |      | 1947               | 14,2               | Vlissingen               |
| Laagste minimumtemperatuur (°C) | 1902              | −9,8              | De Bilt           |      | 1902               | −9,8               | De Bilt                  |
| Hoogste minimumtemperatuur (°C) | 1947              | 12,4              | De Bilt           |      | 1947               | 13,2               | Vlissingen               |
| Laagste maximumtemperatuur (°C) | 1993              | −1,4              | De Bilt           |      | 1993               | −4,9               | Nieuw Beerta             |
| Hoogste maximumtemperatuur (°C) | 2009              | 16,0              | De Bilt           |      | 1929               | 17,5               | Maastricht               |
| Hoogste uurgemiddelde windsnelheid (m/s) | 1950              | 16,5              | De Bilt           |      | 2008               | 23,0               | Hoek van Holland, IJmond |
| Hoogste windstoot (m/s) | 2008              | 24,0              | De Bilt           |      | 2008               | 34,0               | IJmond, IJmuiden         |
| Langste zonneschijnduur (uur) | 1902              | 7,6               | De Bilt           |      | 1998               | 7,9                | Maastricht               |
| Langste neerslagduur (uur) | 1977              | 18,0              | De Bilt           |      | 1977               | 20,0               | Vlissingen               |
| Hoogste etmaalsom van de neerslag (mm) | 1977              | 24,7              | De Bilt           |      | 1977               | 29,5               | Vlissingen               |
| Laagste etmaalgemiddelde relatieve vochtigheid (%) | 1956              | 64                | De Bilt           |      | 1929               | 59                 | Maastricht               |
| Laagste uurwaarde luchtdruk op zeeniveau (hPa) | 1971              | 979,4             | De Bilt           |      | 1971               | 972,1              | Leeuwarden               |
| Hoogste uurwaarde luchtdruk op zeeniveau (hPa) | 1915              | 1042,7            | De Bilt           |      | 1915               | 1044,4             | Eelde                    |
| Officiële records worden altijd gemeten op het KNMI-weerstation in De Bilt. Landelijke records kunnen worden gemeten op elk officieel KNMI-weerstation in Nederland. |                   |                   |                   |      |                    |                    |                          |

Uitzonderlijke gebeurtenissen
- 1946 - Laatste landelijke zachte dag van het jaar gemeten in De Kooy (maximumtemperatuur ≥ 15 °C op een officieel weerstation)
- 1947 - Laatste officiële zachte dag van het jaar (maximumtemperatuur ≥ 15 °C in De Bilt)
- 1947 - Laatste landelijke zachte dag van het jaar gemeten in De Bilt (maximumtemperatuur ≥ 15 °C op een officieel weerstation)
- 1959 - Laatste landelijke zachte dag van het jaar gemeten in Maastricht (maximumtemperatuur ≥ 15 °C op een officieel weerstation)
- 2009 - Laatste officiële zachte dag van het jaar (maximumtemperatuur ≥ 15 °C in De Bilt)
- 2016 - Laatste landelijke zachte dag van het jaar gemeten in Eindhoven en Westdorpe (maximumtemperatuur ≥ 15 °C op een officieel weerstation)

### België
Dagrecords
- 1993 - Laagste etmaalgemiddelde temperatuur −3,7 °C
- 1930 - Hoogste etmaalgemiddelde temperatuur 11,9 °C
- 1902 - Laagste minimumtemperatuur −8,3 °C
- 1947 - Hoogste maximumtemperatuur 15,9 °C
- 1938 - Hoogste etmaalsom van de neerslag 23,1 mm

Uitzonderlijke gebeurtenissen
- 1993 - Er begint een koude periode in het land. De maximumtemperatuur blijft overal negatief.

<< · 1 · 2 · 3 · 4 · 5 · 6 · 7 · 8 · 9 · 10 · 11 · 12 · 13 · 14 · 15 · 16 · 17 · 18 · 19 · 20 · 21 · 22 · 23 · 24 · 25 · 26 · 27 · 28 · 29 · 30 · >>